# David Da Costa
David Da Costa (Zurigo, 19 aprile 1986) è un ex calciatore svizzero, di ruolo portiere.
Possiede anche il passaporto portoghese.

## Carriera
Vince una Coppa Svizzera con la maglia dello Zurigo al termine della stagione 2013-2014, ma durante la pausa invernale di quella successiva, viene messo fuori rosa. La stagione successiva firma un contratto con il Novara, nuovamente approdato in Serie B.

## Palmarès

### Club

#### Competizioni nazionali
- Coppa Svizzera: 1

Zurigo: 2013-2014